# 克斯希迪尔普尔
克斯希迪尔普尔（Kshidirpur），是印度西孟加拉邦Nadia县的一个城镇。总人口9065（2001年）。

## 人口
该地2001年总人口9065人，其中男性4717人，女性4348人；0—6岁人口1001人，其中男555人，女446人；识字率71.66%，其中男性为77.25%，女性为65.59%。